# TNFRSF1A
TNFRSF1A (англ. tumor necrosis factor receptor superfamily, member 1A) — мембранный белок, рецептор из надсемейства рецепторов фактора некроза опухоли. У человека кодируется геном TNFRSF1A.

## Функции
TNFRSF1A надсемейства рецепторов фактора некроза опухоли входит в одну группу вместе с TNFRSF1B. Он является одним из основных рецепторов ФНО (TNF). Рецептор TNFRSF1A активирует фактор транскрипции NF-κB, опосредует апоптоз и регулирует воспаление. С рецептором взаимодействуют анти-апоптозный белок BAG4 (SODD) и адаптерные белки TRADD и TRAF2, которые регулируют перенос сигнала рецептором.

## Взаимодействия
TNFRSF1A взаимодействует со многими клеточными белками:
- BAG4,[2][3]
- Каспаза 10,[4][5]
- FADD,[4][6]
- IKK2,[7][8]
- JAK1,[9][10]
- JAK2,[9]
- PIP4K2B,[11]
- PSMD2,[12][13]
- RIPK1,[14][15][16][17][18][19]
- SUMO1,[20][21]
- TRADD[6][2][14][22][17][23][24]
- TRAF2,[6][14][22]
- TRPC4AP,[25]
- ФНО,[26][27]  and
- UBE2I.[28]

## Патология
Мутации гена TNFRSF1A приводят к наследственному синдрому периодической лихорадки, который вызывается нарушенной деградацией рецептора. Кроме этого, мутации рецептора ассоциированы с повышенным риском рассеянного склероза.
Увеличенная концентрация TNFRSF1A в крови наблюдается при шизофрении и биполярном аффективном расстройстве Кроме этого, повышенный уровень TNFRSF1A в крови связан с нарушением мыслительных процессов и деменцией.